# レディーファースト

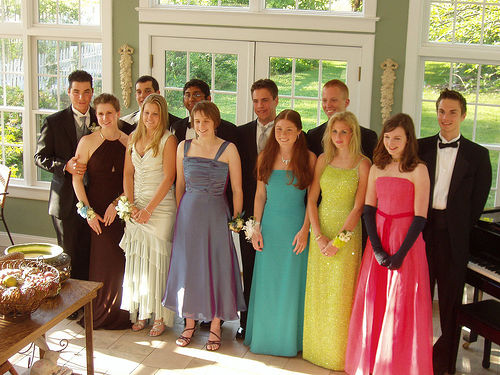
女性を前面に出して並ぶプロムの参加者。

レディーファースト（英: ladies first）は、乗車・食事その他の場面で女性を優先する欧米のエチケット。「婦人を先に」「婦人第一」と訳す。日本語に借入したのは1926年から1945年の間とされている。
レディー・ファースト、レディー　ファースト、レディーズ　ファーストの表記もある。

## 概要
日本における文献では1930年の『アルス新語辞典』（桃井鶴夫・編）において、「レディーファーストとは、婦人に一目を置くというよりも同等に扱う、すなわち婦人の個性を認めて尊敬するというような意味である」との記述が確認できる。
近年では、レディーファーストの行動理念は欧米においても古い世代のものになりつつある。また、スウェーデンなど一部の国では、レディーファーストが両面価値的性差別の「慈悲的性差別」（benevolent sexism）に当たるとされ忌避される傾向もある。しかしながら、時と状況に応じて男性に必要とされる当然のマナーとして今も存在している。
男性が連れの女性をエスコートする際のマナーとしてのレディーファーストの一例を以下に記す。ただし、型通りであれば良いということではなく、状況により臨機応変に動くことが望ましいとされている。
1. 道路を男女で連れ立って歩く際は車道側を男性が歩き、女性を事故や引ったくりから守る。
2. エレベーターでは扉を押さえて女性を先に乗せる。降りる際も扉が閉まらないように気をつけて女性を先に通す。
3. 扉は男性が開け、後に続く女性が通りきるまで手で押さえて待つ。
4. 高級レストランで案内が付くときは、女性を先に通して男性が後ろを歩く。ただし、案内などが付かないレストランでは男性が先に立って席を探す。
5. ロングドレスの女性は座ってから椅子を引きにくいことがあるので、座りやすいよう男性が椅子を引き、女性が座りやすいように椅子を戻す。
6. 女性が中座する際、男性は一緒に立ち上がる。席に戻る際にも同様に立ち上がり、座るのを待つ。格の高い女性が立ち上がる際は、その場の男性全員が立つ。
7. レジでの勘定は、どちらの負担であるかにかかわりなく男性が行う。ただし女性から招待を受けている場合は別である。
8. 自動車などの乗降の際において、特に女性がロングドレスにハイヒールという装いならば、運転する男性が助手席に回ってドアを開閉する。

また、ホテルなどにおけるドアマンなどによるレディーファーストは、下記の通りである。
1. 自動車を降りる際に手をさしのべて女性を介助する。
2. 船の乗降の際に手をさしのべて女性を介助する。
3. 椅子に座る際、ウエイターが椅子を引いて座るまで女性を介助する。この場合、連れの男性は女性がきちんと座るまで着席を控える。

## 歴史

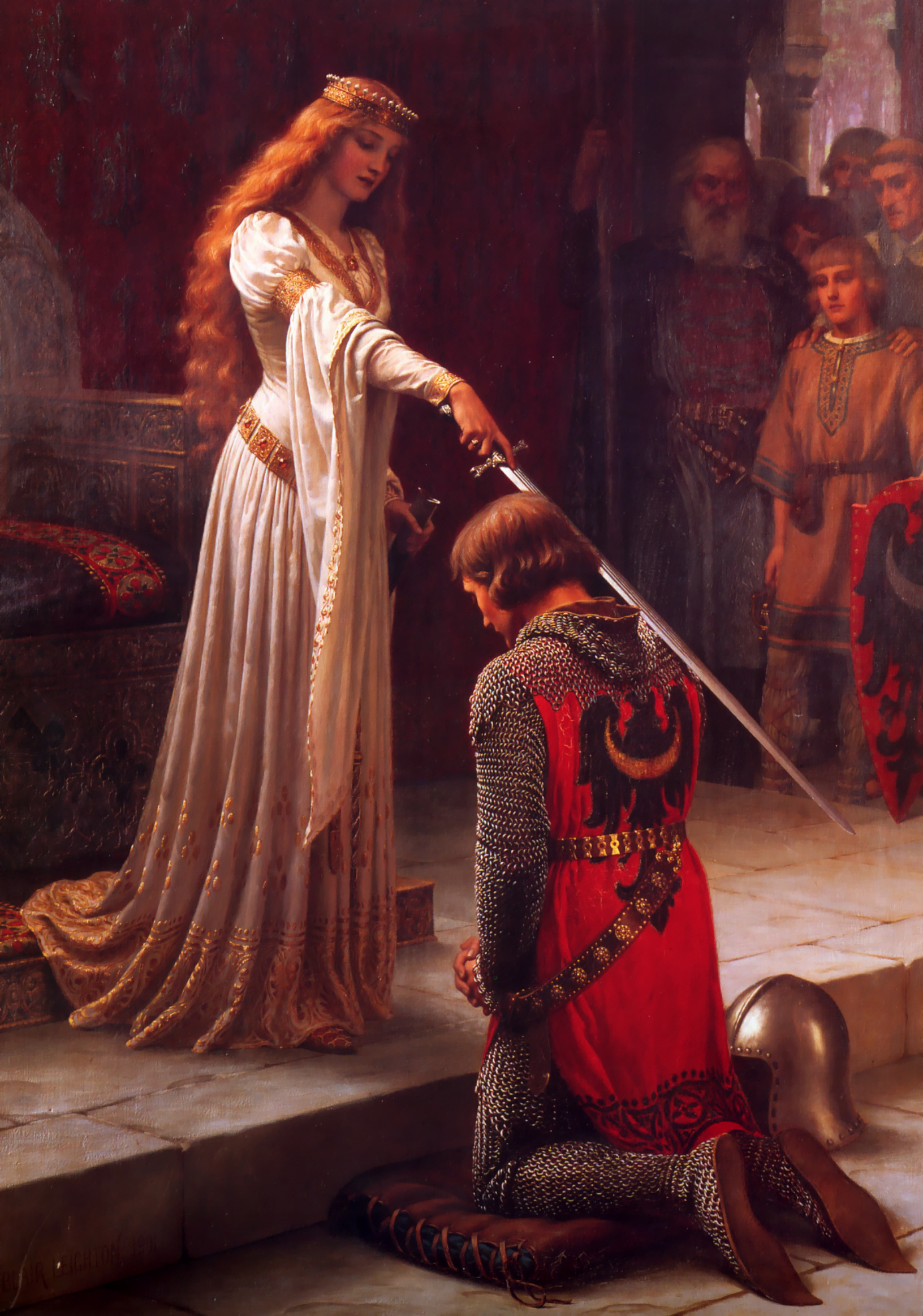
エドモンド・レイトン作《騎士の叙任》(1901)

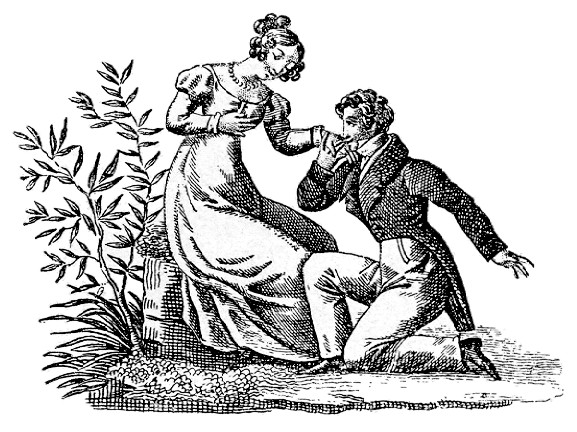
女性にひざまずく規範的な男性が描かれた木版画（1815）

### 中世
欧州におけるレディーファーストの起源は、騎士階級の道徳規範であった騎士道に求められる。騎士階級は富農身分や貴族身分の中から興り、12世紀頃に独立した階級となって世襲化した。長男はともかく、次男、三男は父の家督を継げる可能性は低かったので、戦功を挙げて主君に仕え、自分の城を手に入れようとする者も多かった。裕福な未亡人がいれば近づいて後釜に座ることもあった。また、若い騎士が主君の妻に恋愛感情をいだくこともあり、主君もそれを家臣の引き止めのために利用しようとした。このように、貴婦人に対して奉仕するという騎士道の理念が成立した。この中で家臣が領主に従うように男性は女性に従い奉仕すべきであるという規範のもとに、女性にひざまずく男性像が模範とされるようになる。また、5世紀頃にはマリア信仰が高まり、女性を崇高なものとする信念が生まれ、これを詩人や騎士が担った。1152年にアキテーヌの女王エレノアは、詩人のベルナール・ド・ヴァンタダンに歌を作るよう依頼する。この歌は男性がとるべき女性への態度について騎士道的な行動規範を定めており、すなわち男性が女性に奉仕することに専念する必要があるという考えを促進する騎士道的規範を示した。
一方、レディーファーストの動機を5世紀頃からはじまる聖母への崇敬に求める意見もある。この影響で、中世に入ると、少なくとも貴族の女性を崇高なものとして扱おうという傾向へ転じ、これを詩人や騎士が担ったとする。騎士道は11世紀のフランスに起こり、その精神と共に新たな生活風習がヨーロッパ各国に広まった。最盛期は1250年から1350年頃までとされる。広く読まれた作法書としては、13世紀にカタロニアの言語で書かれ、英語、フランス語にも翻訳されたレーモン・ルル著『騎士の礼儀の書』があり、騎士の責任として、教会を守ることに次いで女性と孤児を助けることが挙げられている。

### 近世
17世紀フランスのサロンにおいては、サロンの主役である女性が入ってくれば男性は席から立って挨拶した（特に、年配の女性から順番に）。その他、女性を先に通す、座るときには椅子を持ち上げる、外套を着るときには手伝うなどのエチケットは17世紀に作られた。
19世紀後半からマスキュリズムが台頭すると、騎士道やレディーファーストはマスキュリズムの観点から批判されるようになる。マスキュリストのアーネスト・バックスは『フェミニズムの詐欺』(1913)で騎士道を「男性を犠牲にして女性に特権を与えるために、最も基本的な個人的権利を男性から奪い取ること」だと述べ、タイタニック号沈没事故で行われたレディーファーストを非難した。